# Конго (приток Колымы)
Конго — река в России, протекает по территории Ягоднинского городского округа Магаданской области. Длина реки — 40 километров.
Начинается в горах, к юго-востоку от горы Обинской на высоте около 1320 метров над уровнем моря. Течёт в северо-западном направлении по долине, поросшей лиственничным лесом. В верхнем, среднем и нижнем течении на реке присутствуют наледи. Ширина реки между устьями ручьёв Кулик и Озёрный — 15 метров, глубина — 0,6 метра. Впадает в Колымское водохранилище на высоте 387 метров над уровнем моря.
Название реки происходит от эвенского слова көнга/конгэ — 'крохаль, крохалиная'.

## Археология
Вблизи устья реки располагалась палеолитическая стоянка Конго, относящаяся к реликтовой сибердиковской археологической культуре. На ней найдены каменные резцы, ножи, наконечники стрел и кирковидных орудий. Население стоянки занималось охотой на лошадей и северных оленей. Ныне эта территория затоплена водами Колымского водохранилища.
В бассейне реки осуществляется добыча рассыпного золота.

## Притоки
Объекты перечислены по порядку от устья к истоку.
- 3 км: Террасовый[4] (лв)
- 13 км: Озерный[2] (лв)
- 16 км: Сухой[2] (лв)
- 22 км: Полноводный[2] (лв)
- 23 км: Скалистый[2] (пр)
- 28 км: Обинский[2] (лв)

## Данные водного реестра
По данным государственного водного реестра России относится к Анадыро-Колымскому бассейновому округу, водохозяйственный участок реки — Колыма от Колымской ГЭС до впадения реки Сеймчан, речной подбассейн реки — Колыма до впадения Омолона. Речной бассейн реки — Колыма.
Код объекта в государственном водном реестре — 19010100212119000008813.